# Сергей Якирович
Сергей Якирович (босн. Sergej Jakirović, нар. 23 грудня 1976, Мостар) — боснійський футболіст, що грав на позиції півзахисника. Виступав, зокрема, за ЦСКА (Софія), з яким став володарем Кубка і Суперкубка Болгарії, а також національну збірну Боснії і Герцеговини. По завершенні ігрової кар'єри — тренер. У 2023–2024 роках очолював «Динамо» (Загреб), з яким став чемпіоном і володарем Кубка Хорватії. З 2025 року очолює тренерський штаб команди «Галл Сіті».

## Клубна кар'єра
Народився 23 грудня 1976 року в місті Мостар, СФРЮ (нині — Боснія і Герцеговина), але у ранньому віці переїхав до хорватського міста Меткович, оскільки батько грав за місцеву команду «Неретва». У цій же команді почав займатись футболом і Сергей, а 24 травня 1995 року дебютував і за першу команду в матчі чемпіонату проти «Осієка», вийшовши наприкінці гри. Загалом Якирович взяв участь у 24 матчах чемпіонату у складі рідної команди.
Своєю грою за цю команду привернув увагу представників тренерського штабу клубу «Спліт», до складу якого приєднався 1996 року. Відіграв за команду зі Спліта наступні два сезони своєї ігрової кар'єри.
У 1998 році Якирович перейшов до словацького «Спартака» (Трнава), але наступного року повернувся до Хорватії і став гравцем «Істри».
2000 року уклав контракт із словенським клубом «Коротан», у складі якого провів наступні два роки своєї кар'єри гравця, після чого знову повернувся до Хорватії і грав у вищому дивізіоні за «Камен Інград» і «Загреб».
Влітку 2005 року Якирович став гравцем болгарського ЦСКА (Софія), у складі якого наступного року здобув свої єдині титули, вигравши Кубок та Суперкубок країни, перемігши «Черно Море» (Варна) у фіналі першого турніру (3:1) та «Левскі» (Софія) по пенальті у другому відповідно.
На початку 2007 року перейшов у австрійський АСКО (Пашинг), який влітку було реорганізовано у «Аустрію Кернтен». Втім, у новій команді Сергей не заграв, тому сезон 2007/08 провів на правах оренди у «Рієці». На початку сезону 2008/09 він повернувся до «Аустрії», але грав виключно за резервну команду, провівши 10 ігор, тому у січні 2009 року він перейшов в оренду до команди «Шпітталь» з Регіональної ліги (третій дивізіо Австрії), де провів 7 ігор і з літа 2009 року знову став грати у резервному складі «Аустрії».
На початку 2010 року він повернувся до Хорватії та став гравцем клубу другого дивізіону «Лучко». У березні в матчі Кубка Загребського футбольного союзу, через вилучення воротаря та використання всіх замін тренером «Лучко», Якирович став у ворота за кілька хвилин до кінця матчу, а в серії пенальті, що послідувала за цим, він відбив 3 з 4 ударів суперника з клубу «Понікве» (Загреб), що дозволило команді Якировича вийти до чвертьфіналу турніру.
З літа 2010 року Якирович почав виступати у клубі третього дивізіону «Радник» (Сесвете), а надалі грав за низку невеликих хорватських клубів аж до завершення кар'єри у 2016 році.

## Виступи за збірну
17 серпня 2005 року дебютував в офіційних іграх у складі національної збірної Боснії і Герцеговини у товариському матчі проти збірної Естонії (0:1). Загалом протягом кар'єри в національній команді, яка тривала 2 роки, провів у її формі 5 матчів, три з яких — у відборі до чемпіонату світу 2006 року.

## Кар'єра тренера
Розпочав тренерську кар'єру невдовзі по завершенні кар'єри гравця, 2017 року, очоливши тренерський штаб клубу «Сесвете» у другому дивізіоні Хорватії, де пропрацював з 2017 по 2018 рік.
20 червня 2018 року Якирович став головним тренером вищолігового клубу «Гориця» (Велика Гориця), з яким він посів п'яте місце в сезоні 2018/19. Втім, наступний сезон для молодого тренера виявився не таким вдалим і 24 лютого 2020 року після поразки з рахунком 0:6 від «Хайдука» він був звільнений з клубу.
23 квітня 2020 року Якировича було призначено новим тренером словенського «Марибора», змінивши Дарко Миланича. Він став з командою віцечемпіоном Словенії за підсумками сезону 2019/20, але був звільнений 29 серпня 2020 року після того, як у першому кваліфікаційному раунді Ліги Європи 2020/2021 словенці сенсаційно вилетіли від напіваматорського  північноірландського «Колрейна».
28 грудня 2020 року Якирович став новим тренером боснійського клубу «Зріньскі», підписавши з клубом контракт на три з половиною роки. У першому сезоні 2020/21 команда виступала не дуже вдало, посівши лише 5 місце і не кваліфікувалось до єврокубків, проте Сергей залишився у команді і наступного сезону команда стала майже непереможною. В результаті після перемоги над «Радником» 19 березня 2022 року «Зріньскі» побило абсолютний рекорд боснійської Прем'єр-ліги, здобувши 13 перемог поспіль, перевершивши попередній рекорд у 12 перемог, встановлений «Железничаром» у сезоні 2011/12. 16 квітня 2022 року Якірович привів «Зрінські» до перемоги з рахунком 4:0 над «Сараєво», забезпечивши клубу рекордний сьомий титул національного чемпіона за сім турів до кінця сезону. За це досягнення Якирович був названий найкращим тренером сезону боснійської Прем'єр-ліги. У наступному сезоні підопічні Якировича знову боролись за чемпіонство, але 29 листопада 2022 року тренер покинув клуб, оскільки він готувався підписати контракт з хорватською «Рієкою». Вже без Якировича «Зрінські» того сезону теж стали чемпіонами Боснії і Герцеговини.

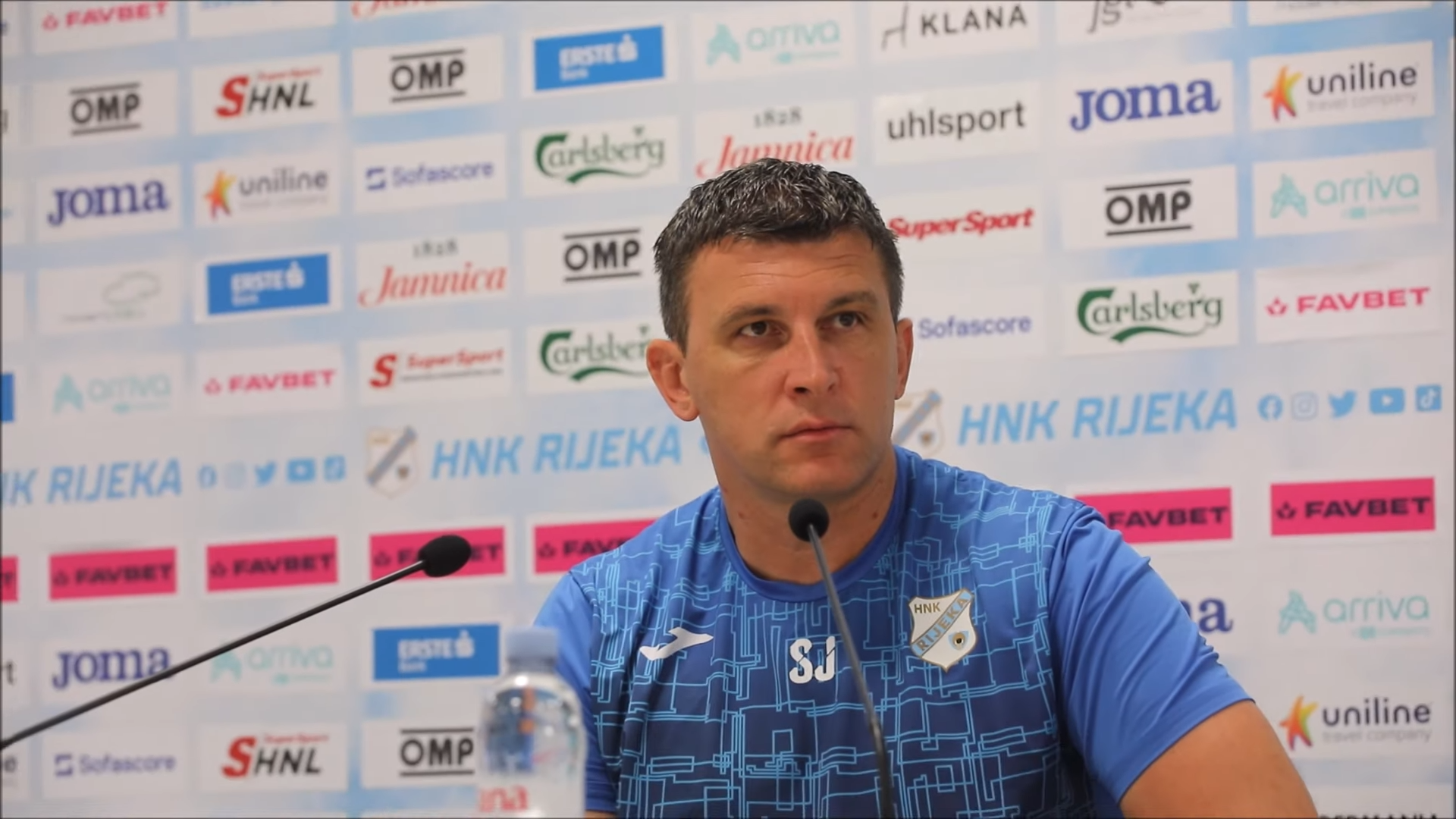
Сергей Якирович під час роботи з «Рієкою». 2023 рік.

Наступного дня, після підтвердження його звільнення з «Зріньскі», Якирович підписав контракт на два з половиною роки з «Рієкою» з можливістю продовження ще на один рік. У своєму єдиному сезоні з цією командою Сергей завершив чемпіонат на четвертому місці, отримавши право на участь у Лізі конференцій 2023/24.
21 серпня 2023 року Якирович прийняв пропозицію попрацювати у клубі «Динамо» (Загреб), змінивши Ігоря Біщана. У дебютному сезоні Якирович привів «Динамо» до виграшу «золотого дубля», перемігши свій колишній клуб «Рієку» з рахунком 3:1 у фіналі Кубка Хорватії. Наступний сезон команда Якировича також розпочала владо і кваліфікуватися до нового формату групового етапу Ліги чемпіонів 2024/25, вибивши у кваліфікації «Карабах» із загальним рахунком 5:0. Однак, у матчі першого раунду у групі команда зазнала ганебної поразки від мюнхенської «Баварії» з рахунком 2:9. Це була найбільша поразка в історії клубу, і вперше в історії турніру одна команда пропустила дев'ять голів. В результаті, через два дні після матчу, 19 вересня, Якировича звільнили з клубу.
28 січня 2025 року Якировича було призначено головним тренером турецького «Кайсеріспора». Незважаючи на те, що він врятував команду від вильоту з Суперліги, посівши 14 місце у сезоні 2024/25, після цього він покинув клуб за взаємною згодою 8 червня 2025 року.
1 червня 2025 року Якирович став новим головним тренером англійського клубу «Галл Сіті» з Чемпіоншипу.
| Дата       | Місто    | Господарі            | Результат | Гості                | Турнір            | Голи | Примітки |
| ---------- | -------- | -------------------- | --------- | -------------------- | ----------------- | ---- | -------- |
| 17-8-2005  | Таллінн  | Естонія              | 1 – 0     | Боснія і Герцеговина | товариський матч  | -    |          |
| 3-9-2005   | Зениця   | Боснія і Герцеговина | 1 – 0     | Бельгія              | Відбір до ЧС 2006 | -    | 88'      |
| 7-9-2005   | Вільнюс  | Литва                | 0 – 1     | Боснія і Герцеговина | Відбір до ЧС 2006 | -    | 64'      |
| 12-10-2005 | Белград  | Сербія та Чорногорія | 1 – 0     | Боснія і Герцеговина | Відбір до ЧС 2006 | -    |          |
| 28-2-2006  | Дортмунд | Японія               | 2 – 2     | Боснія і Герцеговина | товариський матч  | -    | 82'      |
| Усього     |          | Матчів               | 5         |                      | Голів             | 0    |          |

## Титули і досягнення

### Як гравця
- Володар Кубка Болгарії (1):

ЦСКА (Софія): 2005/06
- Володар Суперкубка Болгарії (1):

ЦСКА (Софія): 2006

### Як тренера
- Чемпіон Боснії і Герцеговини (1):

«Зріньскі»: 2021/22
- Чемпіон Хорватії (1):

«Динамо» (Загреб): 2023/24
- Володар Кубка Хорватії (1):

«Динамо» (Загреб): 2023/24

## Особисте життя
Якирович, який народився в Мостарі, має як боснійське, так і хорватське громадянство. Його батько Енвер був воротарем «Неретви» (Меткович), а син Леон також став футболістом, дебютувавши на дорослому рівні за «Динамо» (Загреб) у час коли, його очолював Сергей.